# Chekhmūr
Chekhmūr (persiska: چخمور) är en ort i Iran.   Den ligger i provinsen Östazarbaijan, i den nordvästra delen av landet, 400 km väster om huvudstaden Teheran. Chekhmūr ligger 1 694 meter över havet och antalet invånare är 206.
Terrängen runt Chekhmūr är huvudsakligen kuperad, men den allra närmaste omgivningen är platt. Terrängen runt Chekhmūr sluttar österut. Runt Chekhmūr är det ganska glesbefolkat, med 39 invånare per kvadratkilometer. Närmaste större samhälle är Darīn Daraq, 14,4 km öster om Chekhmūr. Trakten runt Chekhmūr består i huvudsak av gräsmarker.